# Leo Jud

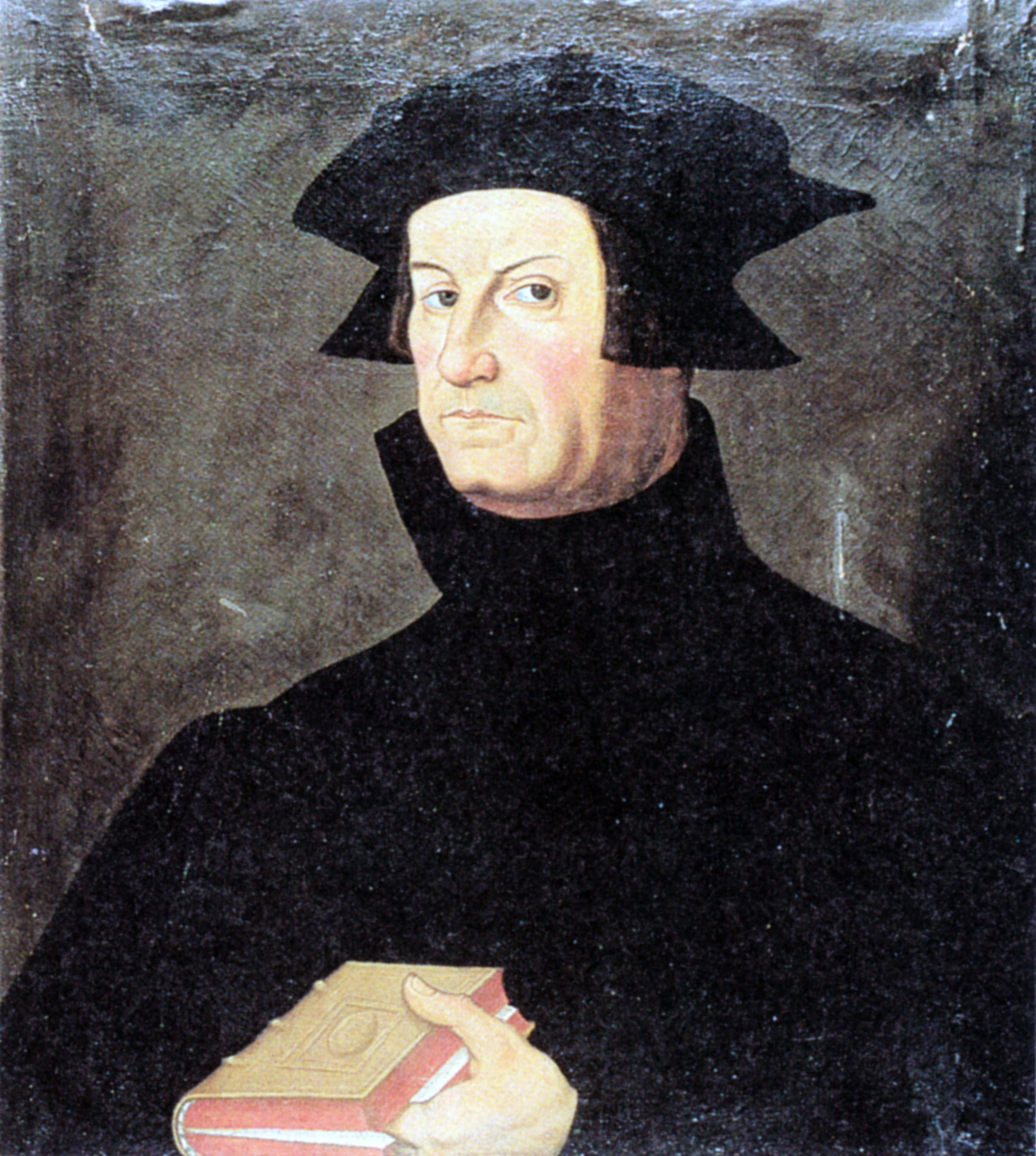
Leo Jud, Ölgemälde eines unbekannten Künstlers, 1634

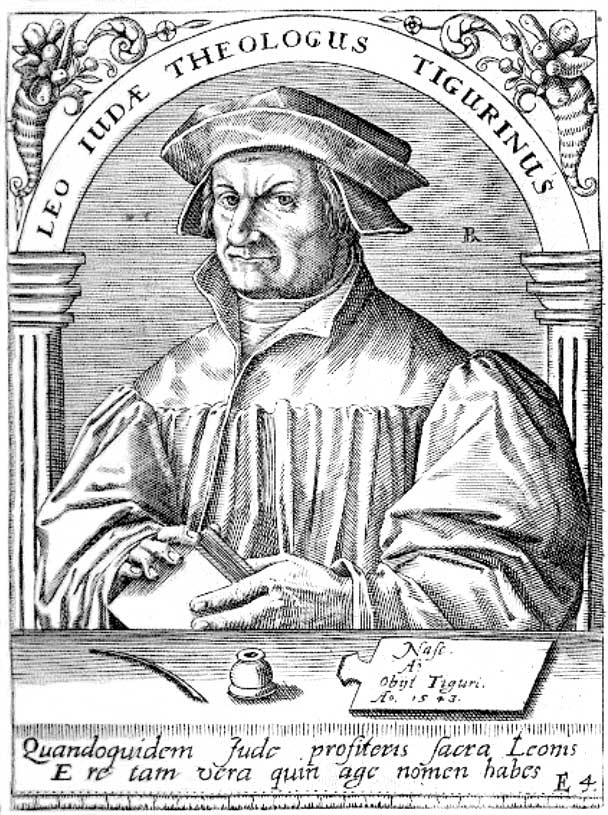
Leo Jud

Leo Jud, auch Leo Judä oder Leo Keller (* 1482 in Gemar im Oberelsass; † 19. Juni 1542 in Zürich), war ein Schweizer Reformator elsässischer Herkunft. Nach seinem Vornamen war Jud in Zürich fast nur als Meister Leu bekannt, weswegen seine Nachfahren sich teilweise auch so nannten.

## Leben und Schaffen
Leo Jud war Sohn des Priesters Johann Jud und von Elsa Hochsang. Er besuchte zunächst die Lateinschule Schlettstadt und studierte ab 1499 in Basel und Freiburg im Breisgau Medizin. 1505 wandte er sich in Basel der Theologie zu und befreundete sich mit Ulrich Zwingli. Von 1507 bis 1510 war er Diakon in Basel, studierte dann weiter und wurde 1512 zum Magister artium promoviert.
Anschliessend war er Leutpriester in St. Hippolyte und 1519 als Nachfolger von Zwingli in Einsiedeln und begann die Bibel zu übersetzen. 1523 übernahm er die Pfarrei St. Peter in Zürich. Er heiratete und  wurde Zwinglis engster Mitarbeiter. Ihm stand er bei der Zürcher Disputation bei und war ein tatkräftiges Mitglied der Zürcher Prophezey. Er wirkte als Prediger, Liederdichter, Eherichter, Dozent und als Bibelübersetzer (zusammen mit Zwingli an der Zürcher Bibel). Mit Heinrich Bullinger erarbeitete er die Zürcher Kirchenordnung. Seine Psalmdichtungen wurden unter anderem in der Psaltervertonung von Sigmund Hemmel verwendet.
Die Freunde Zwinglis wie Jud und andere waren sehr aktiv in der Übersetzung und Produktion von reformatorischen Schriften, die in Zürich gedruckt wurden und eine breite Leserschaft erreichten.

### Ehe und Familie
Jud heiratete 1523 die ehemalige Nonne Katharina Gmünder (* um 1493; † 1583). Von ihren acht Kindern erreichten drei das Erwachsenenalter, darunter der Pfarrer Johannes (1528–1597), der sich später Johannes Leonis bzw. Johannes Leu nannte.

## Rezeption im Film
Leo Jud ist in den Filmen Zwinglis Erbe von Eutychus Production (2018, gespielt von Richard Rabelbauer) und Zwingli von C-Films AG (2019, gespielt von Anatole Taubman) zu sehen.